# Ponte di Wheatstone

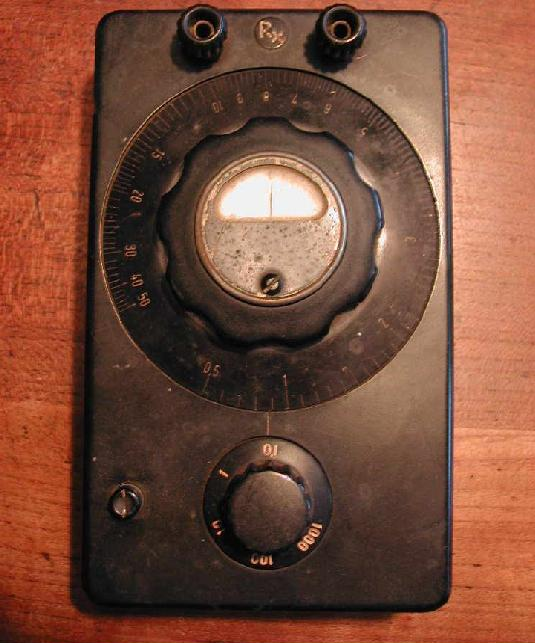
Un vecchio ponte di Wheatstone

Il ponte di Wheatstone è un dispositivo elettrico inventato da Samuel Hunter Christie nel 1833 e perfezionato da Charles Wheatstone nello stesso anno per misurare il valore di una resistenza elettrica.

## Descrizione
Si compone di un generatore di tensione che alimenta due rami resistivi posti in parallelo: il primo è composto da un resistore campione in serie a una cassetta di resistori (resistenza variabile tramite opportune manopole) di elevata precisione; il secondo ramo è invece composto da un resistore campione in serie alla resistenza incognita. Si pone quindi un galvanometro a zero centrale, eventualmente protetto da uno shunt in parallelo, tra i due resistori del primo ramo e i due del secondo ramo.  
Alimentando quindi il circuito, si noterà che il galvanometro segnala il passaggio di una corrente elettrica. Si varia quindi il valore della cassetta di resistenze fino a quando il galvanometro non indica più il passaggio di una corrente. In questa situazione il valore di resistenza elettrica del resistore incognito è calcolabile con una semplice formula matematica.
Il galvanometro è uno strumento estremamente delicato e costoso che ha il pregio di essere estremamente sensibile, potendo rilevare correnti dell'ordine del μA. Lo si può sostituire con un voltmetro, sempre a zero centrale, purché quest'ultimo possa rilevare tensioni dell'ordine dei decimi di mV.
La strumentazione deve essere a zero centrale in quanto uno strumento a scala semplice non può misurare valori negativi (corrente o tensione inverse rispetto alla polarità dello strumento) e, nel caso di uno squilibrio del ponte opposto rispetto ai poli dello strumento, si correrebbe il rischio di danneggiarlo irrimediabilmente.
La cassetta di resistori ed il resistore campione può essere sostituita da un potenziometro graduato.

### Funzionamento

Schema elettrico di un ponte di Wheatstone

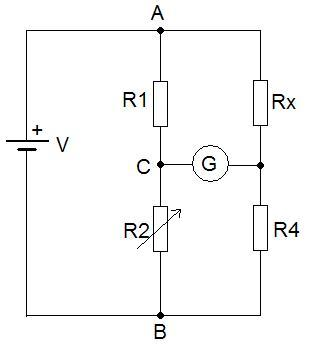
Altro schema del ponte di Wheatstone

R1 e R4 (R1 e R3 nel primo schema) sono resistori di valore fisso e noto, mentre il resistore R2 è variabile. 
Se la relazione dei due resistori del lato conosciuto (R2/(R2+R1)) è uguale alla relazione delle altre due resistenze del lato non noto (Rx/(Rx+R3)), la differenza di potenziale elettrico tra i due punti intermedi sarà nulla e pertanto non circolerà nessuna corrente elettrica fra questi due punti.
Per effettuare la misura si fa variare il resistore R2 fino ad ottenere il punto di equilibrio, cioè fino a che il galvanometro misurerà passaggio di corrente nullo.
Il controllo della corrente nulla si può realizzare con gran precisione mediante il galvanometro G.
In alternativa al galvanometro è possibile usare un amplificatore differenziale per strumentazione tipo INA217AIP.
La direzione della corrente, in condizione di non equilibrio, indica se R2 è troppo alta o troppo bassa.
Il valore della forza elettromotrice (E) del generatore è ininfluente per la determinazione del valore della misura.
Quando il ponte è costruito in modo che R1 è uguale a R3, Rx risulta uguale a R2 solamente in condizione di equilibrio.
Nello stesso modo, in condizione di equilibrio, è sempre vero che:
{\displaystyle R_{x}={\frac {R_{2}\times R_{3}}{R_{1}}}} .
Se i valori delle resistenze R1, R2 e R3 si conoscono con elevata precisione, il valore di Rx può essere determinato con simile precisione. Piccoli cambiamenti nel valore di Rx romperanno l'equilibrio e saranno chiaramente identificati dall'indicazione del galvanometro.
In modo alternativo, se i valori di R1, R2 e R3 sono noti e R2 non è variabile, la corrente elettrica che passa attraverso il galvanometro può essere utilizzata per calcolare il valore di Rx essendo questo procedimento più rapido che quello di portare a zero la corrente elettrica attraverso lo strumento di misura.
Se R1 e R2 vengono sostituite con un potenziometro a filo avvolto (con contatto strisciante), il ponte viene detto ponte a filo.

### Analisi del circuito

Direzioni delle correnti assegnate arbitrariamente

La legge di Kirchhoff sulle correnti ci permette di trovare le correnti nelle giunzioni B e D:
{\displaystyle {\begin{cases}I_{3}-I_{x}+I_{G}&=0\\I_{1}-I_{2}-I_{G}&=0\end{cases}}}
Sfruttando la legge di Kirchhoff sulle tensioni troviamo la differenza di potenziale dei circuiti chiusi ABD e BCD:
{\displaystyle {\begin{cases}(I_{3}\cdot R_{3})-(I_{G}\cdot R_{G})-(I_{1}\cdot R_{1})&=0\\(I_{x}\cdot R_{x})-(I_{2}\cdot R_{2})+(I_{G}\cdot R_{G})&=0\end{cases}}}
Quando il ponte è perfettamente bilanciato abbiamo {\displaystyle V_{G}=0} e quindi {\displaystyle I_{G}=0}, possiamo quindi riscrivere le formule in questo modo:
{\displaystyle {\begin{cases}I_{3}\cdot R_{3}&=I_{1}\cdot R_{1}\\I_{x}\cdot R_{x}&=I_{2}\cdot R_{2}\end{cases}}}
Dalle quali è possibile ricavare {\displaystyle R_{x}}:
{\displaystyle R_{x}={{R_{2}\cdot I_{2}\cdot I_{3}\cdot R_{3}} \over {R_{1}\cdot I_{1}\cdot I_{x}}}}
Dalle prime equazioni, sempre con il ponte bilanciato, ricaviamo {\displaystyle I_{3}=I_{x}}e {\displaystyle I_{1}=I_{2}}, quindi possiamo semplificare in:
{\displaystyle R_{x}={{R_{3}\cdot R_{2}} \over {R_{1}}}}
Da cui è anche possibile rendere visibile il rapporto di proporzionalità caratteristico del ponte in equilibrio:
{\displaystyle {{R_{2}} \over {R_{1}}}={{R_{x}} \over {R_{3}}}}
Se la tensione di alimentazione {\displaystyle V_{S}} e le quattro resistenze sono note, ponendo la resistenza del galvanometro G abbastanza alta da rendere {\displaystyle I_{G}}trascurabile, possiamo calcolare {\displaystyle V_{G}}tramite: 
{\displaystyle V_{G}=\left({R_{2} \over {R_{1}+R_{2}}}-{R_{x} \over {R_{x}+R_{3}}}\right)V_{s}}

## Ponte universale
Con lo stesso principio (azzeramento della corrente in un galvanometro) funziona anche il ponte universale, che, oltre alla resistenza, misura anche la capacità C (nello specifico misurabile con il ponte di Shering), e l'induttanza L (nello specifico misurabile con il ponte di Maxwell) dei componenti; i ponti moderni a microprocessore sono in grado di fornire anche la misura del fattore di merito (Q), di un'induttanza, e ovviamente, come tutti gli strumenti di misura elettronici di classe elevata, anche il ponte universale, tramite bus IEEE-488 può essere inserito in un sistema automatico di misura gestito da computer.

## Limiti
Il ponte di Wheatstone, pur essendo uno strumento utile per misurare resistenze con precisione, presenta dei limiti.
Quando la resistenza da misurare è molto alta (ad esempio, nell'ordine dei megaohm), il ponte di Wheatstone può diventare poco sensibile, rendendo difficile individuare la condizione di equilibrio. Per la misura di resistenze molto elevate ci si può servire di un misuratore di resistenza di isolamento.
Allo stesso modo, per resistenze molto piccole (dell'ordine di pochi ohm), le resistenze di contatto dei dispositivi e dei cavi di collegamento possono diventare significative, inficiando la misura. 
Nel caso di resistenze di basso valore, indicativamente sotto i 10 Ohm, si ricorre quindi ad un ponte di misura simile, ma più specializzato: il Ponte di Kelvin che, con un circuito a 4 fili, riesce ad annullare le resistenze indesiderate.